# Tiroler Almkäse
Tiroler Almkäse o Tiroler Alpkäse es un queso austriaco con denominación de origen protegida a nivel europeo. Se trata de un queso producido en el Tirol con leche entera de vaca que ha pastado en prados alpinos; precisamente por la vegetación alpina la leche de estas vacas y por ende el queso tiene un sabor particular. La denominación Alpkäse es propia de las regiones montañosas del Tirol al oeste de Innsbruck. Almkäse, en cambio, es como se le conoce en los valles del Tirol. En la etiqueta distintiva de la denominación de origen debe constar "Tiroler Almkäse/Tiroler Alpkäse – denominación de origen protegida".
Tiene un 45% de materia grasa. Su añejamiento dura de cuatro meses y medio a seis. El producto final tiene forma de barra, no de ladrillo, con un peso entre los 30 y los 60 kilos y se vende al corte. La corteza es consistente, de color amarillo tendente al marrón. La pasta es tierna, de color marfil uniforme con pequeños agujeros. El sabor es aromático y picante. 
Se trata de un queso tradicional, cuya producción está documentada ya en el siglo XVI. En la segunda mitad del siglo XIX la producción quesera del Tirol era ya de grandes dimensiones, conservando por esta vía de elaborar queso los excedentes en la producción de leche.
- Datos: Q9087832